# Peter Hansborough Bell
Peter Hansborough Bell (12 de Maio de 1812, Condado de Culpeper — 8 de Março de 1898, Littleton) foi o terceiro governador do Texas, de 21 de dezembro de 1849 a 23 de novembro de 1853.